# FIFA Pilota d'Or 2011
El FIFA Pilota d'Or 2011 és un premi futbolístic concedit, de manera conjunta, per la Federació Internacional de Futbol Associació (FIFA) i la revista France Football.
Els premis es donaran a conèixer el 9 de gener de 2012 a la ciutat de Zúric (Suïssa).

## Categoria masculina

### Jugadors

#### Llista inicial
Llista inicial amb 23 jugadors. En ordre alfabètic.
| Jugador                | Nacionalitat  | Club                    |
| ---------------------- | ------------- | ----------------------- |
| Eric Abidal            | França        | FC Barcelona            |
| Sergio Agüero          | Argentina     | Manchester City FC      |
| Karim Benzema          | França        | Reial Madrid CF         |
| Iker Casillas          | Espanya       | Reial Madrid CF         |
| Cristiano Ronaldo      | Portugal      | Reial Madrid CF         |
| Dani Alves             | Brasil        | FC Barcelona            |
| Samuel Eto'o           | Camerun       | FC Anzhi                |
| Cesc Fàbregas          | Catalunya     | FC Barcelona            |
| Diego Forlán           | Uruguai       | Inter de Milà           |
| Andrés Iniesta         | Espanya       | FC Barcelona            |
| Lionel Messi           | Argentina     | FC Barcelona            |
| Thomas Müller          | Alemanya      | Bayern de Múnic         |
| Nani                   | Portugal      | Manchester United FC    |
| Neymar                 | Brasil        | Santos FC               |
| Mesut Özil             | Alemanya      | Reial Madrid CF         |
| Gerard Piqué           | Catalunya     | FC Barcelona            |
| Wayne Rooney           | Anglaterra    | Manchester United FC    |
| Bastian Schweinsteiger | Alemanya      | Bayern de Múnic         |
| Wesley Sneijder        | Països Baixos | Inter de Milà           |
| Luis Suárez            | Uruguai       | AFC Ajax / Liverpool FC |
| David Villa            | Espanya       | FC Barcelona            |
| Xabi Alonso            | País Basc     | Reial Madrid CF         |
| Xavi                   | Catalunya     | FC Barcelona            |

#### Finalistes

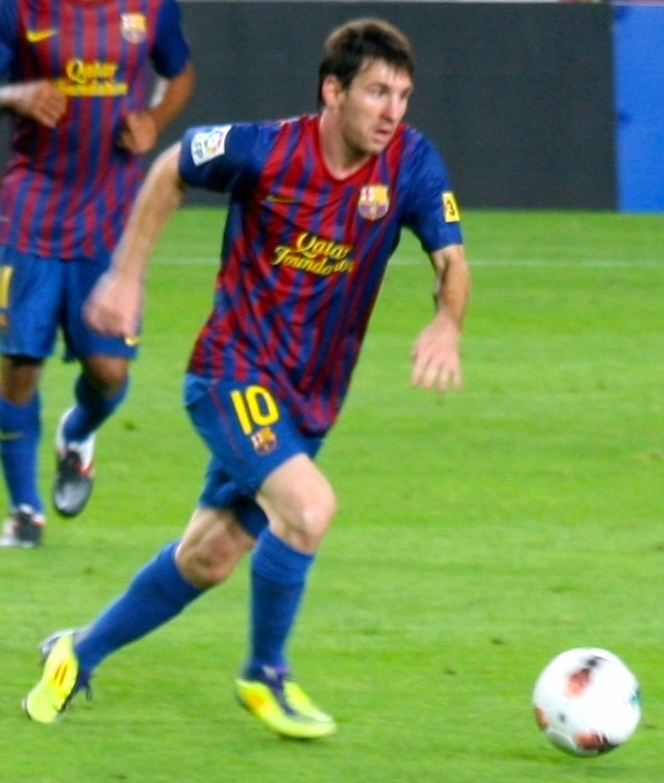
Leo Messi, guanyador de la FIFA Pilota d'Or 2011

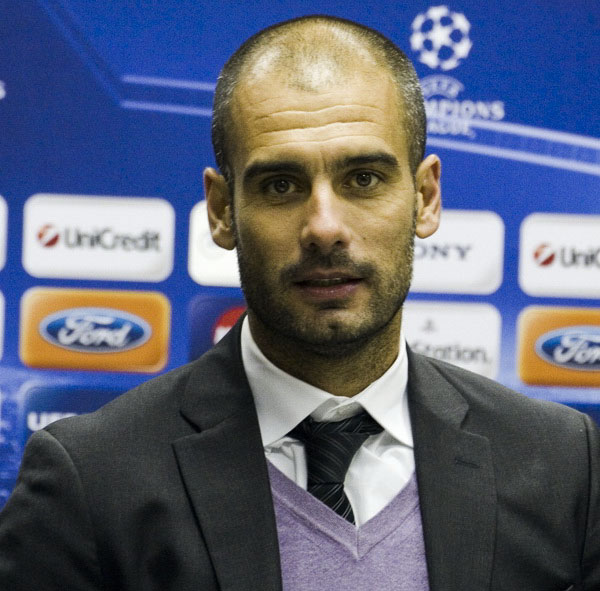
Josep Guardiola, Millor Entrenador 2011

Finalistes escollits, en ordre alfabètic. Guanyador en negreta.
| Jugador           | Nacionalitat | Club            | Lliga                     |
| ----------------- | ------------ | --------------- | ------------------------- |
| Lionel Messi      | Argentina    | FC Barcelona    | Primera Divisió espanyola |
| Cristiano Ronaldo | Portugal     | Reial Madrid CF | Primera Divisió espanyola |
| Xavi              | Catalunya    | FC Barcelona    | Primera Divisió espanyola |

### Entrenadors

#### Llista inicial
Llista inicial amb 10 entrenadors. En ordre alfabètic
| Entrenador         | Nacionalitat | Club/Selecció         |
| ------------------ | ------------ | --------------------- |
| Vicente del Bosque | Espanya      | Selecció espanyola    |
| Rudi Garcia        | França       | Lille OSC             |
| Pep Guardiola      | Catalunya    | FC Barcelona          |
| Jürgen Klopp       | Alemanya     | Borussia Dortmund     |
| Joachim Löw        | Alemanya     | Selecció alemanya     |
| José Mourinho      | Portugal     | Reial Madrid CF       |
| Óscar Tabárez      | Uruguai      | Selecció uruguaiana   |
| André Villas Boas  | Portugal     | FC Porto / Chelsea FC |
| Arsène Wenger      | França       | Arsenal FC            |

#### Finalistes
Finalistes escollits, en ordre alfabètic. Guanyador en negreta.
| Entrenador    | Nacionalitat | Club/Selecció        |
| ------------- | ------------ | -------------------- |
| Alex Ferguson | Anglaterra   | Manchester United FC |
| Pep Guardiola | Catalunya    | FC Barcelona         |
| José Mourinho | Portugal     | Reial Madrid CF      |

## Categoria femenina

### Jugadores

#### Llista inicial
Llista inicial amb 10 jugadores. En ordre alfabètic.
| Jugadora              | Nacionalitat | Club/Selecció      |
| --------------------- | ------------ | ------------------ |
| Sonia Bompastor       | França       | Olympique lyonnais |
| Kerstin Garefrekes    | Alemanya     | 1.FFC Francfort    |
| Aya Miyama            | Japó         | Yunogo Belle       |
| Alex Morgan           | Estats Units | Western New York   |
| Louisa Nécib          | França       | Olympique lyonnais |
| Homare Sawa           | Japó         | INAC Leonessa      |
| Lotta Schelin         | Suècia       | Olympique lyonnais |
| Hope Solo             | Estats Units | MagicJack          |
| Marta Vieira da Silva | Brasil       | FC Gold Pride      |
| Abby Wambach          | Estats Units | MagicJack          |

#### Finalistes
Finalistes escollides, en ordre alfabètic. Guanyadora en negreta.
| Jugadora              | Nacionalitat | Club/Selecció |
| --------------------- | ------------ | ------------- |
| Homare Sawa           | Japó         | INAC Leonessa |
| Marta Vieira da Silva | Brasil       | FC Gold Pride |
| Abby Wambach          | Estats Units | MagicJack     |

### Entrenadors

#### Llista inicial
Llista inicial amb 10 entrenadors. En ordre alfabètic.
| Entrenador       | Nacionalitat | Club/Selecció               |
| ---------------- | ------------ | --------------------------- |
| Bruno Bini       | França       | Selecció francesa           |
| Leonardo Cuellar | Mèxic        | Selecció mexicana           |
| Thomas Dennerby  | Suècia       | Selecció sueca              |
| Patrice Lair     | França       | Olympique lyonnais          |
| Maren Meinert    | Alemanya     | Selecció alemanya (sub 20)  |
| Hope Powell      | Anglaterra   | Selecció anglesa            |
| Norio Sasaki     | Japó         | Selecció japonesa           |
| Tom Sermanni     | Austràlia    | Selecció australiana        |
| Pia Sundhage     | Suècia       | Selecció estatunidenca      |
| Jorge Vilda      | Espanya      | Selecció espanyola (sub 17) |

#### Finalistes
Finalistes escollits, en ordre alfabètic. Guanyador en negreta.
| Entrenador   | Nacionalitat | Club/Selecció          |
| ------------ | ------------ | ---------------------- |
| Bruno Biri   | França       | Selecció francesa      |
| Norio Sasaki | Japó         | Selecció japonesa      |
| Pia Sundhage | Suècia       | Selecció estatunidenca |

## Premi FIFA Puskás
Premi atorgat al millor gol de l'any 2011. Guanyador en negreta.
| Jugador      | Nacionalitat | Club/Selecció        | Oponent            |
| ------------ | ------------ | -------------------- | ------------------ |
| Lionel Messi | Argentina    | FC Barcelona         | Arsenal FC         |
| Neymar       | Brasil       | Santos FC            | Flamengo           |
| Wayne Rooney | Anglaterra   | Manchester United FC | Manchester City FC |